# Ургани
Ургани — село в Акушинском районе Дагестана. Входит в состав сельского поселения «Сельсовет Цугнинский».

## Географическое положение
Расположено в 16 км к юго-востоку от районного центра села Акуша, на реке Цугникотты (бассейн р. Калахерк).

## Население
| 1888 | 1895 | 1926 | 1939 | 1970 | 1989 | 2002 |
| ---- | ---- | ---- | ---- | ---- | ---- | ---- |
| 273  | ↘258 | ↘232 | ↗295 | ↗320 | ↗331 | ↗441 |
| 2010 | 2021 |      |      |      |      |      |
| ↘407 | ↗496 |      |      |      |      |      |